# Маршфілд (Вермонт)
Маршфілд (англ. Marshfield) — місто (англ. town) в США, в окрузі Вашингтон штату Вермонт. Населення — 1583 особи (2020).

## Демографія
Згідно з переписом 2010 року, у місті мешкало 1588 осіб у 637 домогосподарствах у складі 445 родин. Було 729 помешкань
Расовий склад населення:
| - 95,9 % — білих - 0,7 % — чорних або афроамериканців - 0,4 % — корінних американців - 0,4 % — азіатів |

До двох чи більше рас належало 2,2 %. Частка іспаномовних становила 1,4 % від усіх жителів.
За віковим діапазоном населення розподілялося таким чином: 24,7 % — особи молодші 18 років, 61,7 % — особи у віці 18—64 років, 13,6 % — особи у віці 65 років та старші. Медіана віку мешканця становила 42,6 року. На 100 осіб жіночої статі у місті припадало 99,2 чоловіків;  на 100 жінок у віці від 18 років та старших — 97,5 чоловіків також старших 18 років.
Середній дохід на одне домашнє господарство  становив 77 767 доларів США (медіана — 60 833), а середній дохід на одну сім'ю — 83 025 доларів (медіана — 62 167). Медіана доходів становила 46 389 доларів для чоловіків та 37 045 доларів для жінок. За межею бідності перебувало 13,2 % осіб, у тому числі 22,4 % дітей у віці до 18 років та 8,4 % осіб у віці 65 років та старших.
Цивільне працевлаштоване населення становило 938 осіб. Основні галузі зайнятості: освіта, охорона здоров'я та соціальна допомога — 23,7 %, роздрібна торгівля — 10,9 %, науковці, спеціалісти, менеджери — 8,4 %, виробництво — 8,3 %.